# Chesapeake (Ohio)
Chesapeake és una vila dels Estats Units a l'estat d'Ohio. Segons el cens del 2000 tenia 842 habitants.

## Demografia
Segons el cens del 2000, Chesapeake tenia 842 habitants, 395 habitatges, i 231 famílies. La densitat de població era de 591,1 habitants per km².
Dels 395 habitatges en un 23,5% hi vivien nens de menys de 18 anys, en un 42,3% hi vivien parelles casades, en un 11,4% dones solteres, i en un 41,3% no eren unitats familiars. En el 37,2% dels habitatges hi vivien persones soles el 17% de les quals corresponia a persones de 65 anys o més que vivien soles. El nombre mitjà de persones vivint en cada habitatge era de 2,13 i el nombre mitjà de persones que vivien en cada família era de 2,79.
Per edats la població es repartia de la següent manera: un 20% tenia menys de 18 anys, un 9,6% entre 18 i 24, un 26,4% entre 25 i 44, un 23,3% de 45 a 60 i un 20,8% 65 anys o més.
L'edat mediana era de 42 anys. Per cada 100 dones de 18 o més anys hi havia 87,5 homes.
La renda mediana per habitatge era de 24.653 $ i la renda mediana per família de 31.528 $. Els homes tenien una renda mediana de 32.917 $ mentre que les dones 23.500 $. La renda per capita de la població era de 19.698 $. Aproximadament el 14,2% de les famílies i el 15,5% de la població estaven per davall del llindar de pobresa.

## Poblacions properes
El següent diagrama mostra les poblacions més properes.